# Modula
Modula编程语言是Pascal语言的后代。它是由Pascal的设计者Niklaus Wirth在1970年代中期于瑞士苏黎世联邦理工学院开发的。Modula在Pascal之上的创新是模块系统，用来将有关的声明组合成一个程序单元（unit），因此名为“Modula”。这个语言定义于Wirthy在1976年出版的叫做《Modula：用于模块化编程的语言》的报告中。
Modula由Wirth在PDP-11上首次实现。不久其他实现就跟从而来，最重要的是为约克大学Modula开发的编译器，和飛利浦实验室的叫做PL Modula的实现，它生成LSI-11微处理器的代码。
Modula的发展在它出版后不久就停止了。Wirth随后集中他的努力于Modula的后继者Modula-2。

## 引用
1. ↑  Wirth, Niklaus. . ETH Library (ETH Zurich). 1 January 1976  [2020-04-21]. doi:10.3929/ethz-a-000199440. （原始内容存档于2020-08-10）.